# Indy Ignite
Le Indy Ignite sono una franchigia pallavolistica femminile statunitense, con sede a Indianapolis (Indiana): militano nella Major League Volleyball.

## Storia
La franchigia di Indianapolis viene fondata il 7 dicembre 2023, con l'intento di debuttare nella seconda edizione della Pro Volleyball Federation. Il 24 gennaio 2024 svela la propria identità, rivelando il nome – con la scelta ricaduta su Indy Ignite – e il logo. Nella sua prima annata la franchigia si spinge subito fino alla finale scudetto.

## Rosa 2025
| N° | Nome                 | Ruolo | Data di nascita   | Nazionalità sportiva |
| -- | -------------------- | ----- | ----------------- | -------------------- |
| 1  | Caitlin Baird        | S     | 1º febbraio 2001  | Stati Uniti          |
| 2  | Sydney Hilley        | P     | 24 luglio 1998    | Stati Uniti          |
| 4  | Chiamaka Nwokolo     | C     | 8 novembre 2000   | Stati Uniti          |
| 5  | Isabel Martin        | S     | 14 dicembre 2000  | Germania             |
| 6  | Kylie Murr           | L     | -                 | Stati Uniti          |
| 7  | Leketor Member-Meneh | S     | 1º giugno 1999    | Stati Uniti          |
| 9  | Elena Scott          | L     | 1º luglio 2003    | Stati Uniti          |
| 11 | Ainise Havili        | P     | 24 aprile 1996    | Stati Uniti          |
| 12 | Caroline Crawford    | C     | 5 marzo 2002      | Stati Uniti          |
| 14 | Anna DeBeer          | S     | 25 settembre 2001 | Stati Uniti          |
| 17 | Blake Mohler         | C     | 30 dicembre 1995  | Stati Uniti          |
| 18 | Carly Skjodt         | S     | 21 giugno 1997    | Stati Uniti          |
| 19 | Azhani Tealer        | O     | 6 gennaio 2001    | Stati Uniti          |
| 20 | Grace Cleveland      | O     | -                 | Stati Uniti          |
| 22 | Lydia Martyn         | C     | -                 | Stati Uniti          |
| 23 | Nina Čajić           | S     | 28 agosto 2001    | Serbia               |
| 26 | Nnedi Okammor        | C     | -                 | Stati Uniti          |

      Practice squad.
      Riserva infortunata.